# Welch Crag
Welch Crag är en kulle i Antarktis. Den ligger i Östantarktis. Nya Zeeland gör anspråk på området. Toppen på Welch Crag är 1 500 meter över havet.
Terrängen runt Welch Crag är bergig åt nordost, men åt sydväst är den kuperad. Trakten är obefolkad. Det finns inga samhällen i närheten. 